# 판교 랜드마크 트램
판교 랜드마크 트램(板橋 랜드마크 트램)은 경기도 성남시의 판교역에서 환상어린이공원역(가칭)까지를 이을 예정인 경기도 성남시의 노면전차 노선으로, 초기 노선명은 성남 2호선(城南 2號線)이다.

## 개요
본 노선은 2002년 성남시 경전철 사업 계획에 포함되었으며 2004년에 노면전차가 우선 검토대상으로 선정, 그 후 2008년 고무차륜 노면전차로 선정되었다.

## 노선
우선 판교역과 환상어린이공원 북측 역(가칭)을 먼저 추진한 뒤(1.57 km), 판교역과 백현유원지 구간(1.5 km), 판교테크노밸리와 제2 판교테크노밸리 구간(1.5 km)을 연장할 계획이며, 장기계획으로는 운중동에서 정자역까지 총 17개역(13.7 km)을 잇는 것이다.

## 운영

### 노선
- 총 연장: 1.57 km (전구간 지상)
- 역수: 4 (1차 노선)
- 운행방식: 노면전차
- 시행방식 : 시영(市營)
- 착공: 미정
- 개통: 미정

### 차량
- 총 3편성 (운행 2편성, 대기 1편성)
- 무가선 저상 트램
- 저상형

## 역사
- 2002년 1월 1일 : 성남시, 〈경전철 사업 계획〉발표
- 2004년 1월 1일 : 성남시, 신교통수단 도입 타당성 및 기본계획용역 중간보고
- 2007년 1월 1일: 건설교통부, 〈대도시권 광역교통기본계획〉에 추가검토사업으로 포함
- 2008년 1월 1일 : 삼환기업컨소시엄(동림컨설컨트), 성남시에 민간사업제안서 제출
  - 고무차륜 노면경전철(프랑스 트랜슬로 모델, 100% 저상형, 전기구동)
- 2011년 1월 1일 : 경기도, 〈경기도 철도망 구축 기본계획〉 공청회 발표노선에 추가
- 2012년 1월 1일 : 경기도, 〈경기도 10개년 도시철도 기본계획〉 설명
- 2013년 1월 1일 : 국토교통부, 〈경기도 10개년 도시철도 기본계획〉 확정 고시[2]
- 2014년 4월 1일 : 이재명 성남시장, 판교 랜트마크 트램 및 8호선 판교연장을 포함한 〈뻥 뚫리는 철도교통정책〉 발표[3]
  - 판교역 북편 버스정류장 북쪽 보행자지구에서 출발
  - 금토천 바로 서쪽에 역 설치
- 2014년 9월 1일 : 경기도지사 · 성남시장, 판교테크노밸리 트램 건설을 위한 업무협약 체결[4]
- 2014년 12월 1일~2015년 8월 1일 : 사전조사용역[5]
  - 운중천 · 금토천에 교량 설치
- 2016년 2월 1일 : 기본, 실시설계 착수
  - 트램 판교역을 신분당선 판교역 1번 출구까지 남측으로 이동
  - 금토천 바로 서쪽 역 생략

## 같이 보기
- 경기도
- 서울 지하철
- 도시 철도
- 노면전차
- 신교통 시스템